# 필리프 크리스탕발
필리프 샤를 뤼시앙 크리스탕발(프랑스어: Philippe Charles Lucien Christanval, 1978년 8월 31일, 일-드-프랑스 지방 파리 ~)은 프랑스의 전직 프로 축구 선수로, 현역 시절 중앙 수비수로 활약했다. 현역 시절, 그는 프랑스, 스페인, 그리고 잉글랜드 무대 1부 리그에서 활약했고, 6번 국가대표팀 경기에 출전했으며, 2002년 월드컵에 참가했다.

## 유년 시절
크리스탕발은 파리 출신이다.

## 클럽 경력

### 모나코
크리스탕발은 1999년에 모나코에서 신고식을 치러 81번의 경기에 출전해 1골을 기록했다. 모나코는 1999-2000 시즌 우승을 거두었고, 크리스탕발은 올해의 신인 선수로 뽑혔고, 챔피언스리그 경기에도 몇 번 출전했다. 2001년 1월 모나코는 첼시의 프랑크 르뵈프와 맞교환을 검토하기도 했다.

### 바르셀로나와 마르세유
2001년 6월, 크리스탕발은 이후 유년 시절부터 지지하던 스페인 라 리가의 바르셀로나로 £6.5M에 이적했다. 2003년, 바르셀로나에서 방출된 후, 그는 7월 18일에 4년 계약을 맺고 마르세유에 입단했다. 마르세유는 그의 1년차에 UEFA컵 결승전에 올라왔지만, 0-2로 패한 발렌시아와의 경기에서 벤치에만 머물렀다.

### 풀럼
아스널에서 2주 동안 입단 시험을 본 후, 아르센 벵어 아스널 감독은 크리스탕발을 영입하지 않기로 결심했다. 그는 또다른 런던 연고의 프리미어리그 구단 풀럼으로 2005년 9월 9일에 이적했다. 그의 영입에 크리스 콜먼 감독은 다음과 같이 평했다:
그가 꾸준히 활약할 수만 있다면 우리 주장을 향후 5년을 맡을 수 있을 것으로 보입니다.

그는 풀럼 첫 경기에서 파파 부바 디오프와 중원 수비를 담당했다. 그는 이후 본래의 역할을 맡았다. 그가 프리미어리그 경기에서 기록한 유일한 골은 2007년 1월 13일, 3-3으로 비긴 웨스트 햄 유나이티드전 막판 동점골이었다.
2007-08 시즌, 그는 단 한 경기만 교체로 출전했다. 시즌 종료 후, 크리스탕발은 풀럼에서 방출되어 또다른 프리미어리그 구단 블랙번 로버스에서 입단 시험을 보았다. 2009년 4월 9일, 새 거처를 찾지 못하던 크리스탕발은 은퇴를 선언했다.

## 국가대표팀 경력
크리스탕발은 1997년 세계 청소년 선수권 대회에서 프랑스 선수단 일원으로 참가했다.
2000년 10월 7일, 그는 0-0으로 비긴 남아프리카 공화국과의 친선경기에서 1군 첫 경기를 치렀다. 크리스탕발은 2002년에 친선경기를 4번 더 뛰었고, 마지막 국가대표팀 출전 경기는 2-1로 이긴 키프로스와의 유로 2004 예선 경기였다. 그는 2002년 월드컵에 참가했지만, 출전 기회를 잡지 못했다.

## 사생활
고향 사르세유의 인공 잔디구장은 크리스탕발의 이름을 따 명명되었다.

## 경력 통계

### 클럽
| 구단       | 시즌      | 리그         | 리그 | 리그 | 컵   | 컵 | 대륙 | 대륙 | 합계 | 합계 |
| 구단       | 시즌      | 리그명       | 출장 | 골   | 출장 | 골 | 출장 | 골   | 출장 | 골   |
| ---------- | --------- | ------------ | ---- | ---- | ---- | -- | ---- | ---- | ---- | ---- |
| 모나코     | 1996–97   | 디비시옹 1   | –    | –    | 1    | 0  | –    | –    | 1    | 0    |
| 모나코     | 1997–98   | 디비시옹 1   | 10   | 0    | 2    | 0  | 3    | 0    | 15   | 0    |
| 모나코     | 1998–99   | 디비시옹 1   | 23   | 1    | –    | –  | 4    | 0    | 27   | 1    |
| 모나코     | 1999–00   | 디비시옹 1   | 25   | 0    | 4    | 0  | 7    | 0    | 36   | 0    |
| 모나코     | 2000–01   | 디비시옹 1   | 23   | 0    | 4    | 0  | 5    | 0    | 32   | 0    |
| 모나코     | 합계      | 합계         | 81   | 1    | 11   | 0  | 19   | 0    | 111  | 1    |
| 바르셀로나 | 2001–02   | 라 리가      | 26   | 0    | –    | –  | 13   | 0    | 39   | 0    |
| 바르셀로나 | 2002–03   | 라 리가      | 5    | 0    | –    | –  | 3    | 0    | 8    | 0    |
| 바르셀로나 | 합계      | 합계         | 31   | 0    | 0    | 0  | 16   | 0    | 47   | 0    |
| 마르세유   | 2003–04   | 리그 1       | 13   | 0    | 1    | 0  | 3    | 0    | 17   | 0    |
| 풀럼       | 2005–06   | 프리미어리그 | 15   | 0    | 4    | 0  | –    | –    | 19   | 0    |
| 풀럼       | 2006–07   | 프리미어리그 | 20   | 1    | 3    | 0  | –    | –    | 23   | 1    |
| 풀럼       | 2007–08   | 프리미어리그 | 1    | 0    | –    | –  | –    | –    | 1    | 0    |
| 풀럼       | 합계      | 합계         | 36   | 1    | 7    | 0  | 0    | 0    | 43   | 1    |
| 경력 합계  | 경력 합계 | 경력 합계    | 161  | 2    | 19   | 0  | 38   | 0    | 218  | 2    |

1. ↑  쿠프 드 프랑스, 쿠프 드 라 리그, EFL컵, 및 FA컵 출장 경기 포함
2. ↑  챔피언스리그 및 UEFA컵 출장 경기 포함

## 수상
모나코
- 디비시옹 1: 1999–2000
- 트로페 데 샹피옹: 2000[20]

마르세유
- UEFA컵 준우승: 2003–04[21]

개인
- UNFP 리그 1 올해의 신인 선수: 2000[22]